# Duboisvalia
Duboisvalia é um gênero de traça pertencente à família Brachodidae.